# Marija Bogataj
Marija Bogataj, društvena delavka, mecenka, * (?) 1900 (?), † (?) 1977, Sežana.
Rodila se je v družini občinskega tajnika Antona Seražina. Bila je uradnica na okrajnem glavarstvu in kot mož Milan zaradi narodne zavednosti pod stalnim policijskim nadzorom. Moža je spremljala  na njegovih službenih mestih, po njegovi smrti pa se je vrnila v Sežano. V oporoki je zapustila 10 milijonov lir za sklad za štipendijo, ki je nosil ime po njenem sinu, padlem partizanu Milanu Bogataju. Občina Sežana je leta 1990 ustanovila sklad za dve štipendiji, ki jo prejmeta študenta na višji in visoki stopnji študija. Prednost pri dodelitvi so imeli odlični dijaki srednjih šol, ki so izhajali iz družin, ki so sodelovale v narodnoosvobodilni borbi.